# Kadett
För andra betydelser, se Kadett (olika betydelser).
En kadett är en officersaspirant, student vid en officersutbildning.

## Sverige
Sedan 1 oktober 2019 har kadett blivit en egen tjänstegrad. Ny gradbeteckning har införts som består av endast en krona på fältuniform/90L, krona med ankare, flygvapentecken, korslagda kanoner eller liknande under på övriga uniformer.  I gradbeteckningarna ingår mössagraff som för gruppbefäl i gult till fältmössa.  Alla officersaspiranter ges alltså tjänstegraden kadett. Under det sista utbildningsåret ordnas i regel en så kallad kadettbal. I det svenska värnpliktsförsvaret inleddes kadettskolan efter plutonsbefälsutbildningen.
Tiden innan den 1 oktober 2019 var officersaspiranterna under första året vicekorpraler (en vinkel), under andra året korpraler (två vinklar) och under tredje året sergeanter (tre vinklar). I gradbeteckningarna ingick mössagraff som för specialistofficer i silver. 

## Finland
Vid den finländska försvarshögskolan har kadetterna särskilda kadettgrader.
- Kadett
- Kadettundersergeant
- Kadettsergeant
- Kadettöversergeant
- Kadettfältväbel eller kadettbåtsman

Oberoende av kadettgrad har en kadett på årskurs 1-3 tjänsteställning som fänrik och en kadett på årskurs 4 tjänsteställning som löjtnant.